# Espézonnette
L'Espézonnette est une rivière française du département Ardèche de la région Auvergne-Rhône-Alpes, en ancienne région Rhône-Alpes et un affluent droit de l'Allier, c'est-à-dire un sous-affluent de la Loire.

## Géographie
De 24,4 kilomètres de longueur, l'Espézonnette prend sa source sur la commune de Astet, à 500 mètres sud-est du Serre de Montgros (1 504 m) et dans la forêt de Bauzon, à 1 462 mètres d'altitude, juste à moins d'un kilomètre à l'ouest du sentier de grande randonnée 7. Il s'appelle aussi en partie haute, le ruisseau des Tinlettes.
L'Espézonnette coule globalement du sud-est vers le nord-ouest puis du nord-est vers le sud-ouest, donc en faisant un arc vers le nord.
L'Espézonnette conflue, en rive droite de l'Allier, sur la commune de Cellier-du-Luc, à 928 mètres d'altitude.

### Communes et cantons traversés
Dans le seul département de l'Ardèche (07), l'Espézonnette traverse les six communes suivantes, dans le sens amont vers aval, de Astet (source), Lanarce, Lavillatte, Lespéron, Saint-Alban-en-Montagne, Cellier-du-Luc (confluence).
Soit en termes de cantons, l'Espézonnette traverse un seul cantons, prend source et conflue dans le canton de Thueyts, le tout dans l'arrondissement de Largentière.

### Bassin versant
Les cours d'eau voisins sont, dans le sens des aiguilles d'une montre, la Méjeanne au nord, la Langougnole au nord-est, le Vernason à l'est, l'Ardèche au sud-est, le Masméjan au sud et l'Allier au sud-ouest, ouest et nord-ouest.

## Affluents
L'Espézonnette a dix-neuf tronçons affluents référencés :
- le ruisseau d'Araire (rg[note 1]) 2 km, sur la seule commune de Cellier-du-Luc.
- le ruisseau de Saint-Alban (rg), sur la commune de Saint-Alban-en-Montagne avec deux affluents :
  - le ruisseau des Pradettes (rd),
  - le ruisseau des Prades (rg),
- la Combe (rg),
- le ruisseau de la Meule (rg),
- le Ravin du Pont Perdu (rg),
- le ruisseau de la Combe (rd),
- le ruisseau de Champsault (rg), avec un affluent :
  - le ruisseau de Malagayte (rd), avec un affluent :
    - le ruisseau du Brugeas (rg)
- le ruisseau de Prémouillé (rd),
- le ruisseau des Trespis (rd),
- le ruisseau de la Combette (rd),
- le ruisseau des Cluseaux (rd),
- le ruisseau du Fromagier (rd), avec un affluent :
  - le ruisseau des Morts (rg),
- le ruisseau des Margues (rg),
- le ruisseau du Ginestet (rg),
- le ruisseau de Riou Claret (rd),
- le ruisseau du Vauchas (rg), avec deux affluents :
  - le ruisseau de la Tourte (rg),
  - le ruisseau des Escoudens (rd),
- le ruisseau de l'Ane (rd),
- le ruisseau du Gouffre (rg),
- le ruisseau des Combelles (rg) avec un affluent :
  - le ruisseau de la Ferme (rg),

Le rang de Strahler est donc de quatre.

## Aménagements et écologie
Sur son cours en rencontre les lieux dits, le Pont de la Vayssière, le moulin ruiné, l'ancienne mine du Martinet, et le Pont Vert. La source de l'Espézonnette est à côté du domaine nordique de La Chavade - Bel-Air.